# Фрейзер, Гретхен
Гретхен Кунигк Фрейзер (англ. Gretchen Kunigk Fraser, 11 февраля 1919, Такома — 17 февраля 1994 Сан-Валли) — американская горнолыжница, первая олимпийская чемпионка по горнолыжному спорту из США.